# Leptacis americana
Leptacis americana är en stekelart som först beskrevs av William Harris Ashmead 1887.  Leptacis americana ingår i släktet Leptacis och familjen gallmyggesteklar. Inga underarter finns listade i Catalogue of Life.